# Musée national de Taïwan
 (décembre 2017).
Le musée national de Taïwan (國立台灣博物館 Guólì Táiwān Bówùguǎn), établi en 1908 par le gouvernement colonial japonais, est le plus ancien de l’île.
Il est situé à Taipei, dans le district de Zhongzheng, dans le parc du Mémorial de la Paix 228.

## Historique
Héritier de l’Exposition des produits taïwanais créée en 1899 par les autorités japonaises, il a ouvert le 24 octobre 1908, date commémorative de l’inauguration de la ligne de chemin de fer nord-sud, sous le nom de Musée des productions coloniales de la section civile du gouvernement-général de Taïwan (臺灣總督府民政部殖產局附屬博物館), à l’emplacement de l’actuel ministère de la Défense. Il possédait alors une collection de plus de dix mille objets. En 1915, il s’est installé dans ses locaux actuels construits spécialement, dans le parc du Mémorial de la Paix 228, alors Nouveau parc de Taipei .
En 1949, après la restitution de Taïwan à la Chine, il a été rattaché au département de l’Éducation de la province de Taïwan et renommé Musée provincial de Taïwan .
En 1961 et 1994, il a connu deux rénovations importantes. En 1998, il a été déclaré héritage national par le ministère de l’Intérieur.
Il a pris son nom actuel en 1999 en passant sous la tutelle du gouvernement central, tout d’abord de la Commission culturelle du Yuan administratif, puis en 2012 du ministère de la Culture.
En 2005, il a été intégré dans le groupe des Musées du cœur de Taipei, qui rassemble des constructions historiques représentatives de l’histoire de la ville, transformées en lieux d’exposition ou ouvertes au public. Outre le Musée national de Taïwan, le groupe comprend aussi la première agence bancaire de l’île, originellement annexe de la banque japonaise Kangyo, reprise ensuite par la banque foncière de Taïwan. Située en face du musée, elle abrite depuis 2005 ses collections permanentes d’histoire naturelle et fonctionne comme son annexe. Une autre annexe du musée est l’ancienne fabrique de camphre du Bureau du monopole (annexe de Nanmen), située à moins d’un kilomètre du musée.

## Collections et expositions
Le musée comprend depuis l’origine cinq départements : anthropologie, sciences de la Terre, zoologie, botanique et éducation. Ses collections englobent les ressources naturelles et humaines locales, dont près de 40 mille spécimens d’animaux et de plantes indigènes, ainsi que des artefacts culturels.
Expositions :
- Expositions permanentes, dont une section sur la préhistoire et une section sur les cultures aborigènes dans le bâtiment principal, une de sciences naturelles dans l’annexe en face du musée.
- Expositions spéciales, certaines organisées en coopération avec des musées étrangers. Une partie d’entre elles circule dans les autres villes de Taïwan après leur passage à Taipei.
- Sont exposés dans le parc deux buffles en bronze provenant du principal temple japonais de Taïwan, des stèles, des artefacts préhistoriques, des canons et des locomotives anciennes.

## Galerie

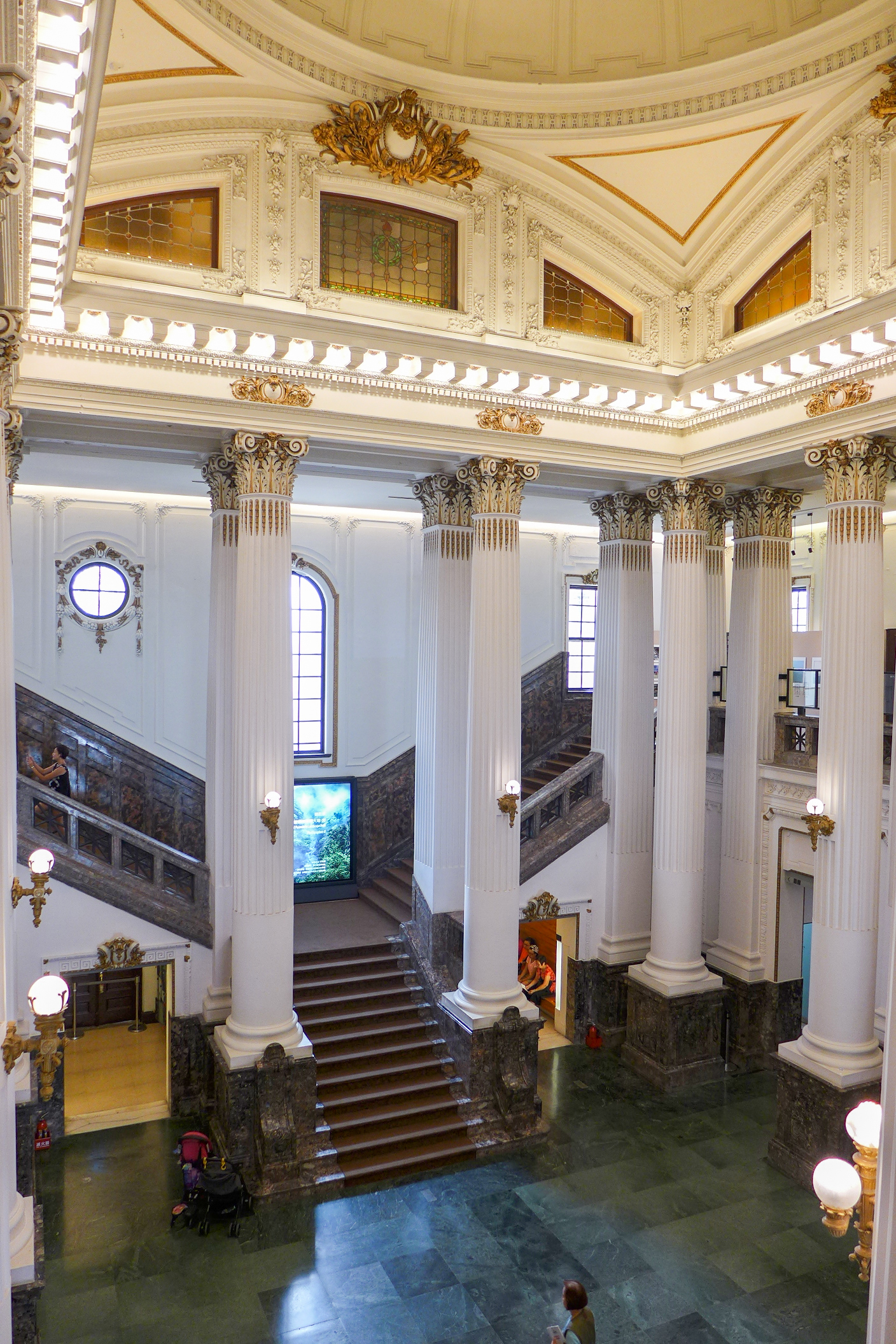
Hall d'entrée
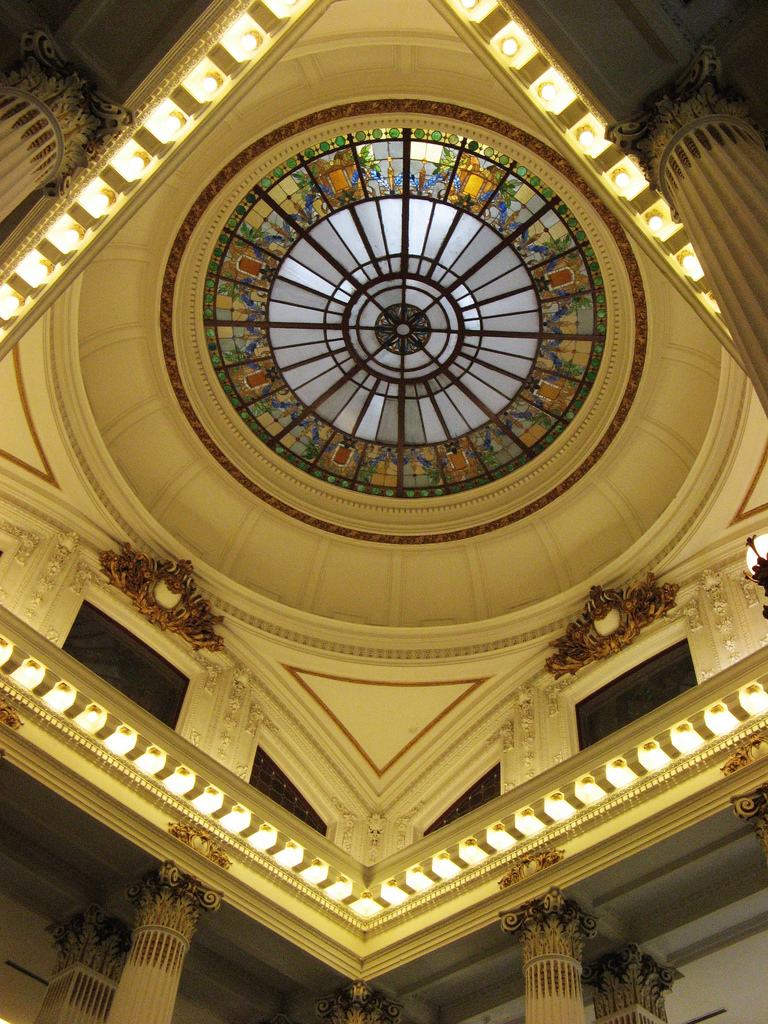
Verrière
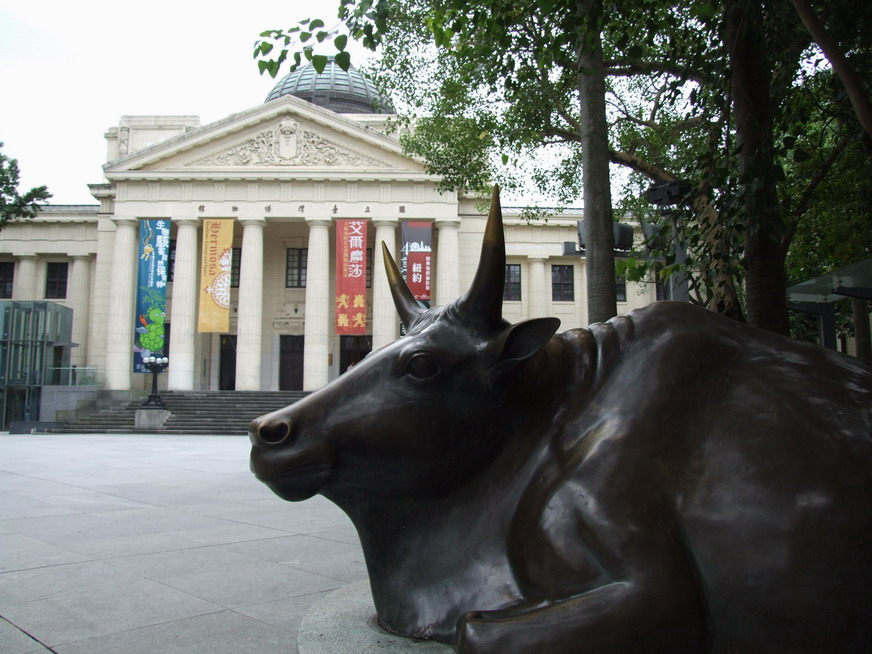
Buffle de bronze à l'entrée
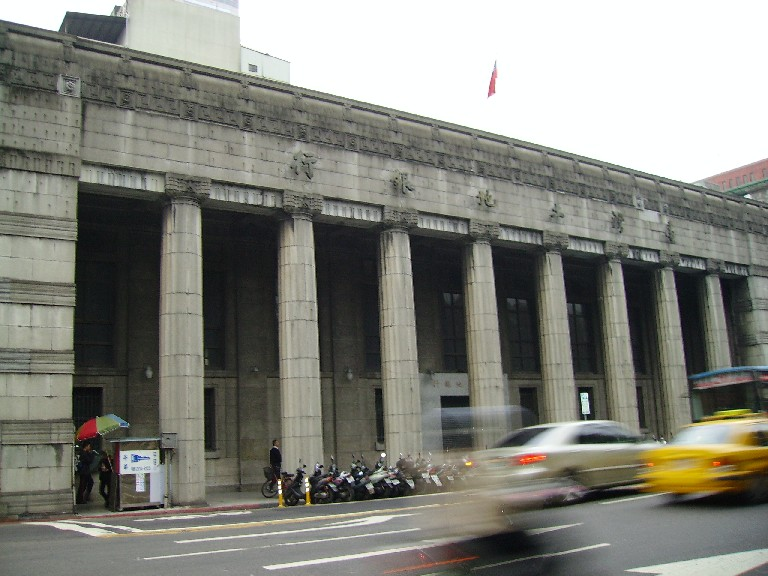
Ancienne banque Kangyo, annexe du musée
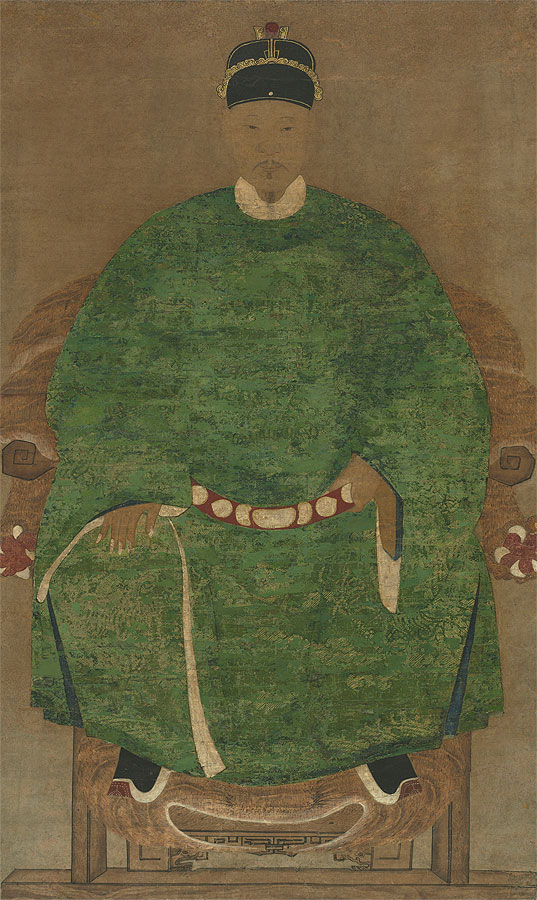
Portrait de Koxinga
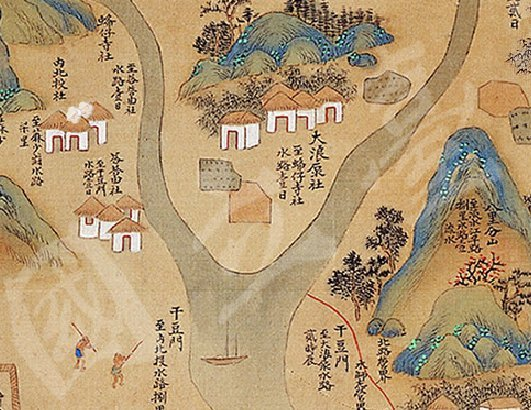
Carte de Taïwan de l'ère Kangxi
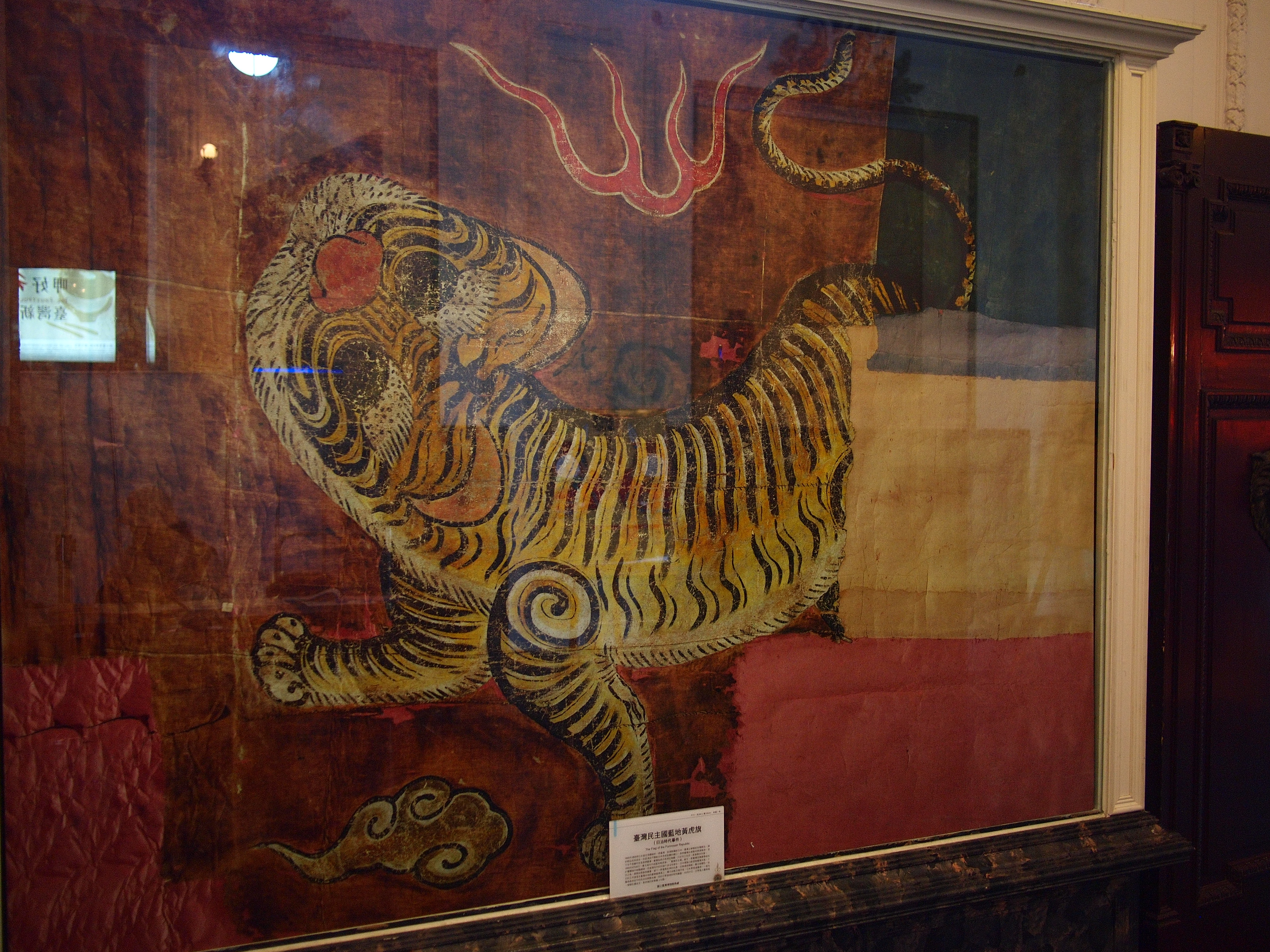
Drapeau de la République de Formose (1895)